# پرستشگاه خورشید

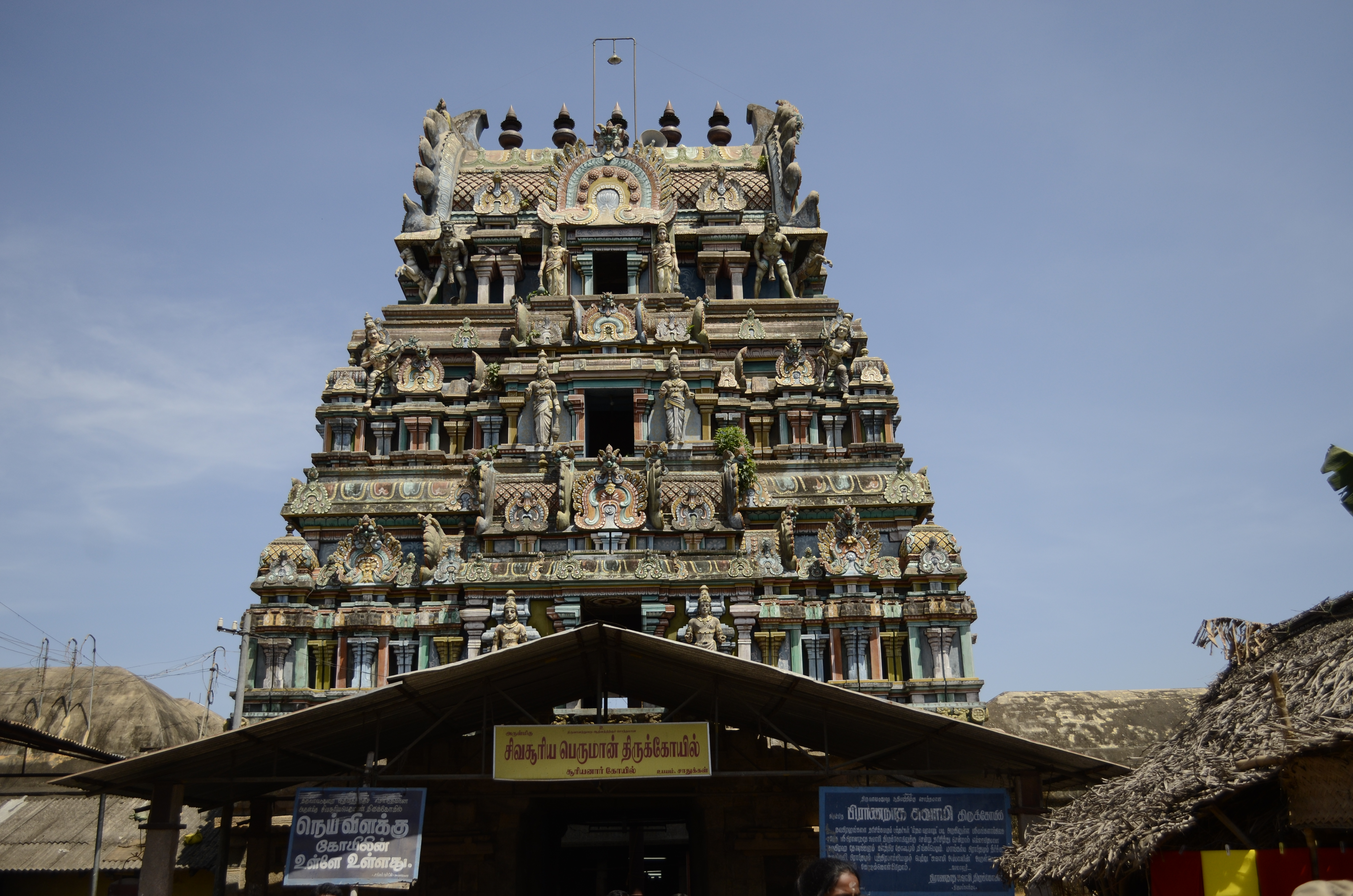
پرستشگاه سوریانار مربوط به قرن یازدهم، مختص خدای خورشید هندو به نام سوریا که هنوز برای عبادت و نیایش مورد استفاده قرار می‌گیرد.

پرستشگاه خورشید (انگلیسی: Sun temple) یک بنائی است که از آن برای فعالیت‌های مذهبی یا معنوی همچون نیایش و قربانی، که مختص به خدای خورشید یا خورشید است، مورد استفاده قرار می‌گیرد. این قبیل پرستشگاه‌ها، توسط چند فرهنگ مختلف ایجاد گردیده‌اند و در تمام مناطق پیرامون جهان از قبیل هند، چین، مصر، ژاپن و پرو قرار دارند. برخی از آنها مخروبه شده، در معرض کاوش، حفاظت یا مرمت قرار دارند و تعداد کمی هم به‌طور انحصاری یا به عنوان بخشی از یک سایت بزرگتر، همانند کونارک در فهرست میراث جهانی قرار گرفته‌اند.